# 伊亞利島

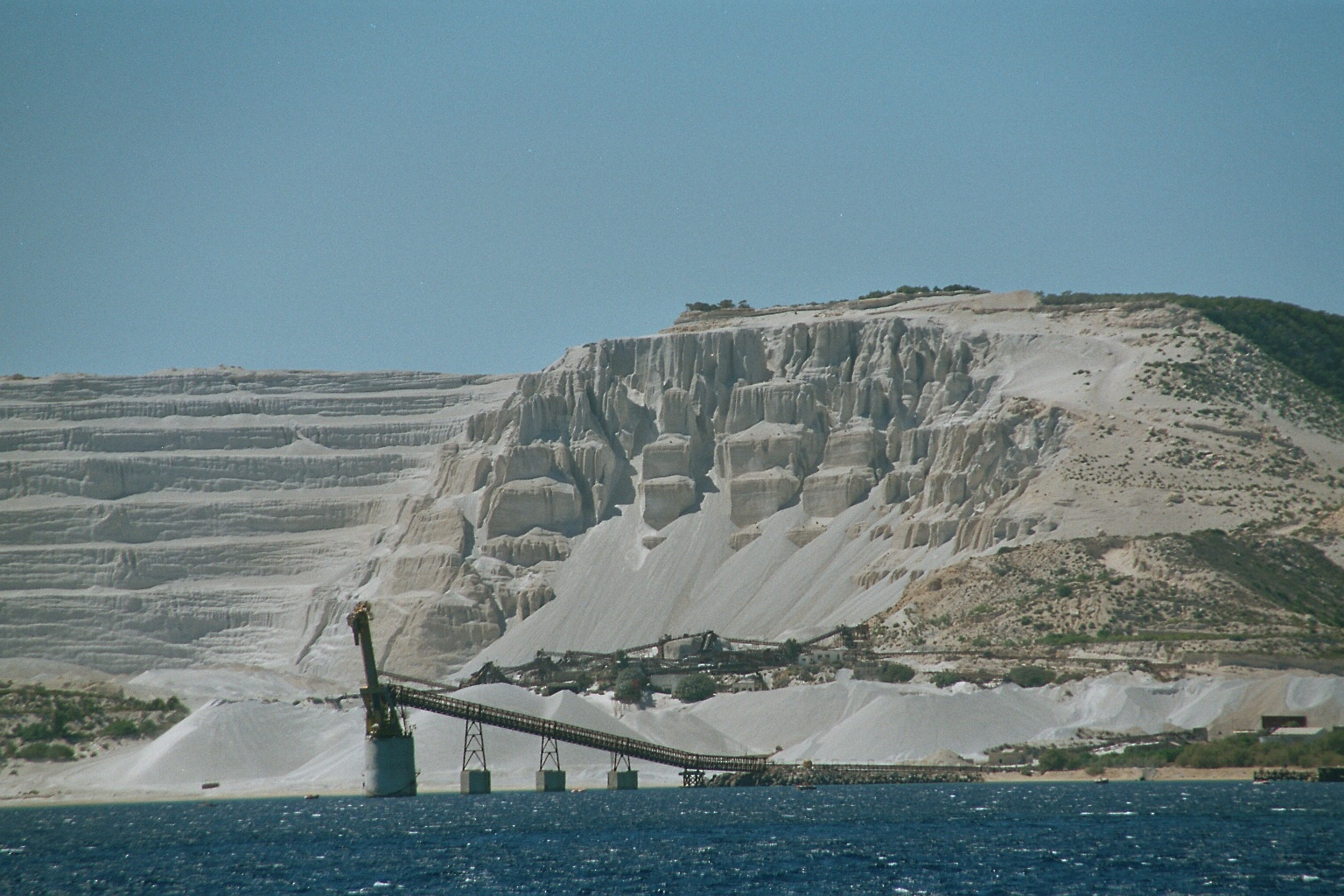
浮石矿场

伊亚利岛（希臘語：Γυαλί），又译为亞利島，是希臘的火山島，位於愛琴海東南部，屬於佐澤卡尼索斯群島的一部分，長5.1公里、寬0.25公里，面積4.558平方公里，最高點海拔高度180米，2001年人口僅10人。行政上该岛隶属于南愛琴大區科斯专区的尼西罗斯市镇。

## 外部連結
- 尼西罗斯市镇官方网站 （页面存档备份，存于） （希腊文） （英文）